# Стешинское сельское поселение
Стешинское сельское поселение — упразднённое муниципальное образование в составе Холм-Жирковского района Смоленской области России.
Административный центр — деревня Стешино.
Образовано Законом от 28 декабря 2004 года. Упразднено Законом Смоленской области от 20 декабря 2018 года с включением всех входивших в его состав населённых пунктов к 1 января 2019 года в Агибаловское сельское поселение.

## Географические данные
- Общая площадь: 76,5 км²
- Расположение: центральная часть Холм-Жирковского района
- Граничит:
  - на северо-западе — с Холм-Жирковским городским поселением
  - на севере — с Нахимовским сельским поселением
  - на востоке — с Пигулинским сельским поселением
  - на юге — с Сафоновским районом
  - на западе — с Агибаловским сельским поселением
- По территории поселения проходит автомобильная дорога Холм-Жирковский — Вязьма.
- Крупные реки: Днепр, Вязьма.

## Население
| 2011 | 2012 | 2013 | 2014 | 2015 | 2016 | 2017 |
| ---- | ---- | ---- | ---- | ---- | ---- | ---- |
| 304  | ↘287 | ↘281 | ↘274 | ↘262 | ↘259 | ↘256 |
| 2018 | 2019 |      |      |      |      |      |
| ↗259 | ↘246 |      |      |      |      |      |

## Населённые пункты
На территории поселения находятся 16 населённых пунктов:
- Стешино, деревня
- Борялово, деревня
- Городня, деревня
- Гридино, деревня
- Задейка, деревня
- Княжино, деревня
- Лука, деревня
- Медведково, деревня
- Никифоровка, деревня
- Новая, деревня
- Петраково, деревня
- Самыкино, деревня
- Сельцо-Потрасово, деревня
- Соловцово, деревня
- Тройня, деревня
- Тычково, деревня